# Howard Zinn, une histoire populaire américaine
Pour plus de détails, voir Fiche technique et Distribution.
Howard Zinn, une histoire populaire américaine est un documentaire français coréalisé par Olivier Azam et Daniel Mermet, sorti en 2015.

## Synopsis
La vie de l'historien Howard Zinn.

## Fiche technique
- Titre : Howard Zinn, une histoire populaire américaine
- Réalisation : Olivier Azam et Daniel Mermet
- Scénario : Olivier Azam et Daniel Mermet
- Photographie : Olivier Azam
- Son : Gil Anquetil et Laure Guillot
- Montage : Olivier Azam et Antonin Richard
- Production : Les Mutins de Pangée
- Pays d'origine :  France
- Durée : 106 minutes
- Date de sortie : France - 29 avril 2015

## Sélection
- 2015 : Festival Échos d'ici, échos d'ailleurs, sur les traces de Christophe de Ponfilly de Labastide-Rouairoux[1]